# Ланкашър
Ла̀нкашър или Ланкашир (на английски: Lancashire, произнася се [ˈlæŋkəˌʃə]) е историческо, церемониално и административно графство в Северозападна Англия. Граничи на север със Северен Йоркшър и Къмбрия, със Западен Йоркшър на изток, с Голям Манчестър и Мърсисайд на юг. Главен административен център е град Престън, а на графството – Ланкастър. Равнинен и нископланински релеф. Мек морски климат. Памуко-текстилна промишленост. Добив на въглища. Корабостроене, металургична и електротехническа промишленост. Най-големи градове в графството са Манчестър, Ливърпул и Ланкастър.